# Mycetophila montealtensis
Mycetophila montealtensis är en tvåvingeart som beskrevs av Duret 1979. Mycetophila montealtensis ingår i släktet Mycetophila och familjen svampmyggor. Inga underarter finns listade i Catalogue of Life.